# Thorpe St Andrew

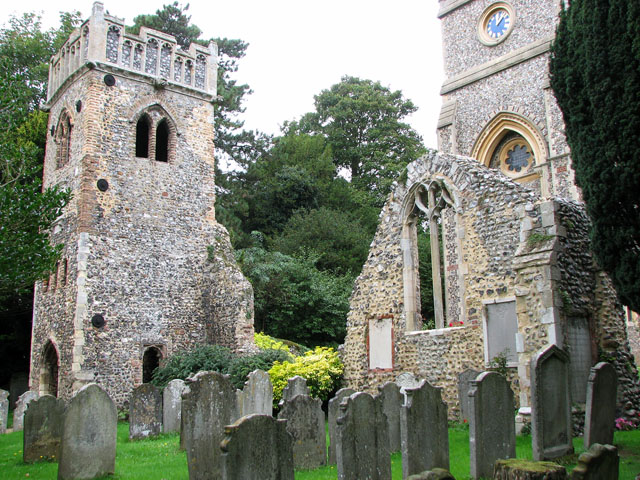
L'église paroissiale est dédiée à saint André. L'ancienne église, détruite par un incendie, a été remplacée par un nouveau bâtiment au XIXe siècle.

Thorpe St Andrew est une petite ville et une paroisse civile du Norfolk, en Angleterre. Elle est située dans la banlieue de Norwich, à quelques kilomètres à l'est du centre-ville. Administrativement, elle relève du district de Broadland, dont elle est le chef-lieu. Au moment du recensement de 2011, elle comptait 14 556 habitants.